# 鳥海時雨郎
鳥海 時雨郎（とりうみ/とりのうみ じうろう、1844年9月15日（天保15年8月4日） - 1893年（明治26年）6月16日）は、明治時代の政治家。衆議院議員（1期）。

## 経歴
鳥海知恕の子として、出羽鶴岡藩領飽海郡蕨岡上寺村（山形県飽海郡上蕨岡村、蕨岡村を経て現遊佐町）に生まれる。家号を南泉坊と称した。東之院の門に入り漢学を修めたのち常世長胤のもとで皇学を学び、大物忌神社禰宜少講義となる。森藤右衛門、松本清治らと尽性社を結成して自由民権運動にも関与し、同志と共に両羽新報を創刊した。ついで1879年（明治12年）から1890年（明治23年）まで山形県会議員を務め、その間副議長および議長を歴任した。
1890年（明治23年）7月の第1回衆議院議員総選挙では立憲自由党所属で出馬、当選。1891年（明治24年）12月25日の衆議院解散まで務めた。ほか、山形県常置委員などを務めた。